# Whitney Wolfe Herd
Pour les articles homonymes, voir Wolfe et Herd.
Whitney Wolfe Herd (née le 1er juillet 1989) est une entrepreneure américaine. Elle est la cofondatrice de Tinder, puis, en 2014, la fondatrice et directrice générale de la société et de l'application de rencontre Bumble, créées à l'initiative du fondateur de Badoo.

## Enfance et scolarité
Whitney Wolfe est née le 1er juillet 1989 et a grandi à Salt Lake City dans l'Utah. Son père est un promoteur immobilier. Ses parents lui font découvrir la France lors d'un congé sabbatique d'un an. Alors qu'elle étudie à l'université méthodiste du Sud à Dallas au Texas, elle participe à un échange universitaire et passe un semestre à l'université Paris-Sorbonne.

## Tinder
En 2012, Wolfe Herd cofonde l'application de rencontre Tinder. Mais en 2014, elle quitte la société et poursuit les cofondateurs pour harcèlement sexuel.

## Bumble
Après son départ de Tinder, Wolfe Herd est contactée par la société Badoo dans le but de lancer une plateforme de rencontre. Elle lance en 2014, la société Bumble dont elle est directrice générale. Pour Forbes, la valeur de la société est évaluée à plus d'un milliard de dollars.
Wolfe Herd est citée en 2014, 2017 et 2018, parmi les 30 femmes de moins de 30 ans les plus importantes de la Tech de Business Insider,,. Puis en 2016, Elle la nomme dans son classement des Femmes dans la Tech.

## Vie privée
Whitney Wolfe a épousé Michael Herd en 2013,.